# 馮欽哉
馮 欽哉（ふう きんさい）は中華民国の軍人。国民軍、国民政府（国民革命軍）、西北軍に属した。楊虎城の有力な配下である。旧名は敬桂、精一、敬業などがあるが、字の欽哉で一般に知られる。

## 事跡

### 楊虎城配下へ
1909年（宣統元年）、中国同盟会に加入する。翌年春に山西優級師範に入学した。1913年（民国2年）、閻錫山が組織した「征蒙隊」に参加し、偵察員に任命されている。同年冬、晋軍（山西軍）にいったん加入したが、1914年（民国3年）2月、綏遠特別区に赴き、綏遠将軍張紹曽の下で罰款局局長をつとめた。
1918年（民国7年）、陝西省に赴いて胡景翼率いる靖国軍に加入する。まもなく靖国軍の有力士官である楊虎城の招聘を受けてその配下となり、後に靖国軍第3路第3団団長に任ぜられた。1925年（民国14年）、国民軍第3軍第3師第6旅旅長となる。1927年（民国16年）春、国民革命軍第2集団軍第10軍第1師師長に昇進した。1928年（民国17年）秋、軍縮・再編に伴い、第2集団軍暫編第21師第1旅旅長となった。
1929年（民国18年）4月、楊虎城が馮玉祥から離反して蔣介石に付くと、馮欽哉もこれに随従し、新編第14師の旅長をつとめた。1931年（民国20年）4月、第42師師長に昇進する。その翌年に第7軍軍長となって、陝西省政府委員も兼任した。1936年（民国25年）1月、陸軍少将位を授与されている。西安事件後の翌年1月、第27路軍総指揮に任命された。これより馮欽哉は、楊率いる西北軍から離脱している。

### 日中戦争以後
同年9月、第2戦区第14軍団軍団長に任命され、翌月には第14集団軍総司令代理に任ぜられた。同年夏、山西宣慰使となる。10月、第1戦区副司令長官として洛陽に駐屯している。1941年（民国30年）、察哈爾省政府主席に任ぜられた。
日中戦争（抗日戦争）勝利後の1946年（民国35年）10月、第11戦区副司令長官に任ぜられた。また、張家口綏靖公署副主任も兼任している。さらに、制憲国民大会代表にも当選した。1947年（民国36年）12月、馮欽哉は国民政府主席北平行轅副主任に就任する。翌年8月、華北剿匪総司令部副総司令（総司令：傅作義）に任ぜられた。
1949年（民国38年）1月、傅作義が北平を無血開城すると、馮欽哉は下野して北京で民間人となる。1956年夏、中国国民党革命委員会（民革）に加入して、北京市民革第13支部委員となり、同年冬には北京市第1期政治協商会議委員となっている。
しかし1958年、反右派闘争の中で馮欽哉は右派分子とみなされて民革から除名される。翌年には楊虎城の失脚・死に対する罪を問われて収監されてしまった。1961年、病気を理由に釈放されている。
1963年1月22日、馮欽哉は西安にて病没。享年74（満72歳）。1980年4月、民革北京市委員会は、馮の右派認定が誤りであったとして、その名誉を回復させた。